# Darren Tate
Darren Tate (Londra, 22 ottobre 1972) è un disc-jockey inglese.

## Biografia
Nato come musicista di formazione classica, Tate ha lavorato con artisti internazionali e compositori con i quali collabora regolarmente. Ha anche lavorato nel campo televisivo, cinematografico e dei musical teatrali.
Ha iniziato la vita sotto i riflettori apparendo in varie pubblicità televisive e durante la sua infanzia ha frequentato un collegio di dieci anni. Ha studiato diversi strumenti classici, studiando musica all'università di Leeds e ha riscosso successo in televisione, cinema e nei musical teatrali.
In un'intervista a DCM Magazine del marzo 2007 ha dichiarato che la sua canzone preferita era "Unfinished Sympathy" dei Massive Attack. Nella stessa intervista è stato rivelato che tre delle sue più grandi influenze nella vita sono stati Stevie Wonder, John Williams e Brian Eno.
Tate ha un figlio nato nel febbraio 2006.

## Carriera musicale
Come molti dei suoi colleghi dj, Tate ha usato molti pseudonimi nelle sue produzioni. Il suo primo progetto è stato uno sforzo congiunto insieme a Judge Jules nel 2000. Insieme alla moglie di Jules, Amanda O'Riordan, si chiamarono Angelic. Più tardi, nello stesso anno, ritagliò alcune tracce sotto il nome Orion. Il settembre 2002 vide il ritorno di Tate sotto il nome Jurgen Vries. Da allora ha utilizzato il nome DT8 e più recentemente è stato parte del DT8 Project. Il suo singolo di più grande successo, in termini di presenza in classifiche, arrivò con "The Opera Song" realizzata insieme a Charlotte Church, accreditati sulla copertina come CMC. Varie compilation di musica dance, delle maggiori etichette discografiche, sono state mixate da Tate e hanno raggiunto le classifiche. Il primo album di Tate, pubblicato sotto il suo nome, è stato pubblicato nel 2006 con il titolo Horizons 01. Il primo album ufficiale del DT8 Project si intitola Perfect World ed è stato pubblicato il 1º ottobre 2007. Si tratta di un doppio album e la seconda parte contiene dei remixes di altri producer.
Tate è molto conosciuto come dj, infatti oltre ad essere un headliner in molti eventi e tour, è ospite mensilmente di 'Mondo Sessions' (insieme a Dale Corderoy) che è sindacato attraverso una rete internazionale di stazioni radio (incluse Ministry of Sound Radio, DI.FM, ETN, Rise FM, Fresh FM e altre). Inoltre ha mixato in album come Beyond Euphoria (MOS), Trance Republic (con John Askew e Agnelli & Nelson) e il più recente Mondo Sessions 001 con Mike Koglin.
Tate ha anche registrato sotto il nome Citizen Caned ed ora è a capo della Mondo Record, una compagnia che ha avviato nel 2000 ed essa include anche la Mondo Publishing (fondata nel 2004) e la Mondo DJ (fondata nel 2007). Nel gennaio 2008, Tate ha rivelato in un'intervista sul suo sito web ufficiale che stava he stava lavorando per alcuni film.
Nel 2008 ha realizzato una traccia per il film Royal Kill, che può essere sentita durante i titoli di coda film. Ha inoltre pubblicato Horizons 02 come EP.
Nel 2009, Tate ha ottenuto una menzione speciale e un distinto premio come musicista dalla Fondazione IBLA per la sua opera classica "Dark Skies", registrata con il CNSO (Czech National Symphony Orchestra) a Praga (ottobre 2008).

## Classifiche
- Giugno 2000 "It's My Turn" #11 UK (Angelic)
- Ottobre 2000 "Eternity" #38 UK (Orion)
- Febbraio 2001 "Can't Keep Me Silent" #12 UK (Angelic)
- Aprile 2001 "The Journey" #41 UK (Citizen Caned)
- Novembre 2001 "Stay With Me" #36 UK (Angelic)
- Septembre 2002 "The Theme" #13 UK (Jurgen Vries)
- Febbraio 2003 "The Opera Song" #3 UK (Jurgen Vries feat. CMC)
- Maggio 2003 "Destination" #23 UK (DT8 feat. Roxanne Wilde)
- Ottobre 2003 "Wilderness" #20 UK (Jurgen Vries feat. Shena)
- Giugno 2004 "Take My Hand" #23 UK (Jurgen Vries feat. Andrea Britton) - Una cover della canzone di Dido con lo stesso nome
- Agosto 2004 "The Sun Is Shining (Down On Me)" #17 UK (DT8 Project feat. Rob Li)
- Marzo 2005 "Winter" #35 UK (DT8 Project feat. Andrea Britton)
- 2008 co-scritta (con Victoria Horn) Kate Ryan  "I Surrender" - #4 Flemish Ultratip chart, #21 Wallonia Ultratip chart, #56 Europe Official Top 100, #181 Euro 200 chart

## Remix famosi e club hits
- "See Me Here" (Orion con la cantante Rebecca Raines)
- "The Other Love" (Darren Tate vs Blue Amazon) - un remix della canzone originale di Blue Amazon
- "Prayer For A God" (Darren Tate)
- "Nocturnal Creatures" (Darren Tate & Jono Grant)
- "Let The Light Shine In" (Darren Tate & Jono Grant)
- "Venus" (Darren Tate)
- Gennaio 2006 "Horizons 01" (Darren Tate) - Primo album di Tate
- Settembre 2006 "Narama" (DT8 Project feat. Mory Kante)
- Aprile 2007 "Hold Me Till The End" (DT8 Project feat. Alexta)
- Luglio 2007 "Echoes / Chori Chori" (Darren Tate)
- Gennaio 2008 "Perfect World" (DT8 Project feat. Maria Willson) e "Perfect World" album